# Весь світ, крім Японії, тоне
«Весь світ, крім Японії, тоне» (яп. 日本 以外 全部 沉没, Ніхон ігай дзембу тімбоцу) — пародія на фільм «Японія тоне», знята японським режисером Мінору Кавасакі.

## Сюжет
У 2011 році вибухнула найбільша тектонічна катастрофа в історії людства. У результаті катастрофічних землетрусів  Північна і Південна Америка, Євразія, Африка і Австралія зникли під водою. Щасливим винятком виявилися Японські острови. Ті іноземці, що вижили кинулися до  Японії, через що її населення збільшилося до 500 мільйонів людей.
Японська мова стала мовою міжнародного спілкування, президент Південної Кореї і голова КНР звертаються в синтоїзм, а президент Росії відмовляється від претензій на затонулі Курильські острови.
У силу того, що іноземні валюти повністю знецінені, іноземці в Японії ведуть існування людей другого сорту. Прем'єр-міністр Японії Дзюн'їтіро Ясуідзумі і командувач силами самооборони Японії Сіндзабуро Ісіяма створюють GAT — Gaijin Attack Team — яка повинна захищати японців від іноземців і депортувати іноземців, які порушують закон.
Під виглядом офіціантів в ресторан, де обідають світові лідери, пробираються Кім Чен Ір і кілька солдатів КНДР. Кім бере лідерів у заручники і збирається святкувати перемогу, але в цей момент з'являється старий геолог Тадокоро, який повідомляє, що через лічені години Японія потоне. Ресторан стрясає землетрус. Президент Росії запалює свічку. Колишні вороги сідають у коло і дивляться на неї. Один з героїв фільму зауважує, що зараз, коли історія людства підійшла до кінця, нарешті запанував мир.
Потужні землетруси стрясають Японські острови і Японія занурюється під воду, розділивши сумну долю решти світу …